# Chino (futebolista)
António Alves Tremura, conhecido como "Chino", foi um jogador de futebol português da década de 1950, tendo defendido o Club Sport Marítimo.
Nasceu em Machico.
Desde muito cedo jogava a bola. Chegou a ser transferido para o S.L. Benfica mas pouco tempo depois voltou ao Club Sport Marítimo.